# Sassey
Sassey – miejscowość i gmina we Francji, w regionie Normandia, w departamencie Eure.
Według danych na rok 1990 gminę zamieszkiwało 191 osób, a gęstość zaludnienia wynosiła 45 osób/km² (wśród 1421 gmin Górnej Normandii Sassey plasuje się na 710. miejscu pod względem liczby ludności, natomiast pod względem powierzchni na miejscu 749.).